# WCW World War 3
WCW World War 3 foi um pay-per-view anual realizado pela World Championship Wrestling (WCW). Foi comparado ao Royal Rumble da WWE, federação que acabaria por comprar a WCW no início de 2001. O WCW World War 3 foi realizado entre 1995 e 1998.

## Regras
As regras do World War 3 eram similares as do Royal Rumble, com algumas diferenças:
- O WW3 se disputava em 3 ringues com 20 homens em cada.
- O combate era iniciado ao mesmo tempo nos 3 ringues.
- Os 60 homens era distribuídos aleatória mente nos ringues antes do início da luta.
- A eliminação se dava quando um lutador era arremessado por cima da terceira corda para fora do ringue, podia também a eliminação por contagem ou submissão.
- O último lutador a ficar no ringue era declarado o vencedor.

## Edições
| # | Edição                 | Data                   | Cidade                 | Arena                      | Evento principal                                                                                        | Ref.  |
| - | ---------------------- | ---------------------- | ---------------------- | -------------------------- | --- | ----- |
| 1 | WCW World War 3 (1995) | 26 de novembro de 1995 | Norfolk, Virginia      | Norfolk Scope              | Three Ring, 60 man battle royal pelo vago WCW World Heavyweight Championship.                           | [ 1 ] |
| 2 | WCW World War 3 (1996) | 24 de novembro de 1996 | Norfolk, Virginia      | Norfolk Scope              | Three Ring, 60 man battle royal pelo direito a uma luta pelo WCW World Heavyweight Championship.        | [ 2 ] |
| 3 | WCW World War 3 (1997) | 23 de novembro de 1997 | Auburn Hills, Michigan | The Palace of Auburn Hills | Three Ring, 60 man battle royal pelo direito a uma luta futura pelo WCW World Heavyweight Championship. | [ 3 ] |
| 4 | WCW World War 3 (1998) | 22 de novembro de 1998 | Auburn Hills, Michigan | The Palace of Auburn Hills | Diamond Dallas Page (c) vs. Bret Hart pelo WCW United States Heavyweight Championship                   | [ 4 ] |

## 1995
World War 3 (1995) ocorreu no dia 26 de novembro de 1995 no Norfolk Scope em Norfolk, Virginia.
| #                              | Resultados | Estipulação                                                                  | Tempo |
| ------------------------------ | --- | ---------------------------------------------------------------------------- | ----- |
| 1                              | Johnny B. Badd (c) derrotou Diamond Dallas Page. | Singles match pelo WCW World Television Championship                         | 12:35 |
| 2                              | Big Bubba Rogers derrotou Jim Duggan. | Taped Fist match                                                             | 10:08 |
| 3                              | Bull Nakano e Akira Hokuto (com Sonny Onoo) derrotaram Mayumi Ozaki e Cutie Suzuki. | Tag team match                                                               | 09:16 |
| 4                              | Kensuke Sasaki (c) (com Sonny Onoo) derrotou Chris Benoit. | Singles match pelo WCW United States Heavyweight Championship                | 10:00 |
| 5                              | Lex Luger derrotou Randy Savage. | Singles match                                                                | 05:28 |
| 6                              | Sting derrotou Ric Flair. | Singles match                                                                | 14:30 |
| 7                              | Randy Savage venceu a Three Ring, 60 man battle royal.1 Os dois últimos competidores no ringue foram Savage e Hogan. The Giant puxou Hogan para fora do ringue, árbitro viu e o declarou eliminado. | Three Ring, 60 man battle royal pelo vago WCW World Heavyweight Championship | 29:40 |
| (c) - Campeões antes das lutas | |                                                                              |       |

1
Outros participantes foram: Scott Armstrong, Steve Armstrong, Arn Anderson, Johnny B. Badd, Marcus Bagwell, Chris Benoit, Big Train Bart, Bunkhouse Buck, Cobra, Disco Inferno, Jim Duggan, Bobby Eaton, Ric Flair, The Giant, Eddy Guerrero, Hulk Hogan, Mr. JL, Chris Kanyon, Brian Knobbs, Kurasawa, Lex Luger, Joey Maggs, Meng, Hugh Morrus, Maxx Muscle, Scott Norton, George Gray, Paul Orndorff, Diamond Dallas Page, Buddy Lee Parker, Brian Pillman, Sgt. Craig Pittman, Stevie Ray, Lord Steven Regal, Scotty Riggs, Road Warrior Hawk, Big Bubba Rogers, Jerry Sags, Ricky Santana, Kensuke Sasaki, Shark, Fidel Sierra, Dick Slater, Mark Starr, Sting, Dave Sullivan, Kevin Sullivan, Super Assassin #1 e #2, Booker T, Squire David Taylor, Bobby Walker, VK Wallstreet, Pez Whatley, Mike Winner, Alex Wright, James Earl Wright, The Yeti e Zodiac.

## 1996
World War 3 (1996) ocorreu em 24 de novembro de 1996 no Norfolk Scope em Norfolk, Virginia.
| #                              | Resultados | Estipulação                                                                                 | Tempo |
| ------------------------------ | --- | ------------------------------------------------------------------------------------------- | ----- |
| 1                              | The Ultimate Dragon (c) (com Sonny Onoo) derrotou Rey Misterio, Jr.. | Singles match pelo J-Crown Championship                                                     | 13:48 |
| 2                              | Chris Jericho derrotou Nick Patrick. | Singles match                                                                               | 08:02 |
| 3                              | The Giant derrotou Jeff Jarrett. | Singles match                                                                               | 06:05 |
| 4                              | Harlem Heat (Booker T e Stevie Ray) (com Sister Sherri) derrotaram The Amazing French-Canadians (Jacques Rougeau e Pierre Ouelette) (com Col. Robert Parker).                      | Tag team match                                                                              | 09:14 |
| 5                              | Sister Sherri derrotou Col. Robert Parker por contagem. | Singles match                                                                               | 01:30 |
| 6                              | Dean Malenko (c) derrotou Psychosis. | Singles match pelo WCW Cruiserweight Championship                                           | 14:33 |
| 7                              | The Outsiders (luta profissional) (Scott Hall e Kevin Nash) (c) derrotaram The Faces of Fear (Meng e The Barbarian) (com Jimmy Hart) e The Nasty Boys (Brian Knobbs e Jerry Sags). | Triangle match pelo WCW World Tag Team Championship                                         | 16:08 |
| 8                              | The Giant venceu a Three Ring, 60 man battle royal.2 Giant eliminou por último Luger.                                                                                              | Three Ring, 60 man battle royal por uma luta futura pelo WCW World Heavyweight Championship | 28:21 |
| (c) - Campeões antes das lutas | |                                                                                             |       |

2Os outros participantes da luta foram: Arn Anderson, Marcus Bagwell, The Barbarian, Chris Benoit, Big Bubba, Jack Boot, Bunkhouse Buck, Ciclope, Disco Inferno, Jim Duggan, Bobby Eaton, Mike Enos, Galaxy, Joe Gomez, Jimmy Graffiti, Johnny Grunge, Juventud Guerrera, Eddy Guerrero, Scott Hall, Prince Iaukea, Ice Train, Mr. JL, Jeff Jarrett, Chris Jericho, Kenny Kaos, Konnan, Lex Luger, Dean Malenko, Steve McMichael, Meng, Rey Misterio, Jr., Hugh Morrus, Kevin Nash, Scott Norton, Pierre Ouelette, Diamond Dallas Page, La Parka, Sgt. Craig Pittman, Jim Powers, Robbie Rage, Stevie Ray, Lord Steven Regal, The Renegade, Scotty Riggs, Roadblock, Jacques Rougeau, Tony Rumble, Mark Starr, Rick Steiner, Ron Studd, Kevin Sullivan, Syxx, Booker T, David Taylor, the Último Dragón, Villaño IV, Michael Wallstreet, Pez Whatley e Alex Wright.

## 1997
World War 3 (1997) ocorreu no dia 23 de novembro de 1997 no The Palace of Auburn Hills em Auburn Hills, Michigan.
| #                              | Resultados | Estipulação                                                                                        | Tempo |
| ------------------------------ | --- | -------------------------------------------------------------------------------------------------- | ----- |
| 1                              | The Faces of Fear (Meng e The Barbarian) derrotaram Glacier e Ernest Miller.                                  | Tag team match                                                                                     | 09:09 |
| 2                              | Perry Saturn (c) derrotou Disco Inferno.                                                                      | Singles match pelo WCW World Television Championship                                               | 08:19 |
| 3                              | Yuji Nagata (com Sonny Onoo) derrotou Último Dragón.                                                          | Singles match                                                                                      | 12:45 |
| 4                              | The Steiner Brothers (Rick e Scott) (c) derrotaram The Blue Bloods (Lord Steven Regal e Squire David Taylor). | Tag team match pelo WCW World Tag Team Championship                                                | 09:45 |
| 5                              | Raven derrotou Scotty Riggs                                                                                   | No Disqualification match                                                                          | 09:43 |
| 6                              | Steve McMichael derrotou Alex Wright                                                                          | Singles match                                                                                      | 03:36 |
| 7                              | Eddy Guerrero (c) derrotou Rey Misterio, Jr.                                                                  | Singles match pelo WCW Cruiserweight Championship                                                  | 12:42 |
| 8                              | Curt Hennig (c) derrotou Ric Flair.                                                                           | Singles match pelo WCW United States Heavyweight Championship                                      | 17:57 |
| 9                              | Scott Hall venceu a Three Ring, 60 man battle royal.3                                                         | Three Ring, 60 man battle royal por uma luta pelo WCW World Heavyweight Championship no Uncensored | 29:48 |
| (c) - Campeões antes das lutas | | |       |

3Os outros participantes foram: Chris Adams, Brad Armstrong, Marcus Bagwell, The Barbarian, Chris Benoit, Bobby Blaze, Booker T, Ciclope, Damien, El Dandy, Barry Darsow, Disco Inferno, Jim Duggan, Fit Finlay, Héctor Garza, The Giant, Glacier, Johnny Grunge, Juventud Guerrera, Chavo Guerrero, Jr., Eddy Guerrero, Curt Hennig, Prince Iaukea, Chris Jericho, Lizmark, Jr., Lex Luger, Dean Malenko, Steve McMichael, Meng, Ernest Miller, Rey Misterio, Jr., Hugh Morrus, Mortis, Yuji Nagata, John Nord, Diamond Dallas Page, La Parka, Stevie Ray, Lord Steve Regal, The Renegade, Rocco Rock, Randy Savage, Silver King, Norman Smiley, Louie Spicolli, Rick Steiner, Scott Steiner, Super Caló, Squire David Taylor, Ray Traylor, Último Dragón, Greg Valentine, Villaño IV, Villaño V, Vincent, Kendall Windham, Wrath e Alex Wright

## 1998
World War 3 (1998) ocorreu em 22 de novembro de 1998 no The Palace of Auburn Hills em Auburn Hills, Michigan.
| #                              | Resultados | Estipulação                                                                                        | Tempo |
| ------------------------------ | --- | -------------------------------------------------------------------------------------------------- | ----- |
| 1                              | Wrath derrotou Glacier. | Singles match                                                                                      | 08:22 |
| 2                              | Stevie Ray (com Vincent) derrotou Konnan por desqualificação. | Singles match                                                                                      | 06:55 |
| 3                              | Ernest Miller e Sonny Onoo derrotaram Perry Saturn e Kaz Hayashi. | Tag team match                                                                                     | 08:04 |
| 4                              | Billy Kidman derrotou Juventud Guerrera (c). | Singles match pelo WCW Cruiserweight Championship.                                                 | 15:27 |
| 5                              | Rick Steiner vs. Scott Steiner (com Buff Bagwell) A luta não foi iniciada Scott e Bagweell atacaram Rick antes de o árbitro dar o início, Goldberg apareceu e salvou Rick. | Singles match                                                                                      | N/A   |
| 6                              | Chris Jericho (c) (com Ralphus) derrotou Bobby Duncum, Jr.. | Singles match pelo WCW World Television Championship                                               | 13:19 |
| 7                              | Kevin Nash venceu a Three Ring, 60 man battle royal.4 Nash eliminou por último Hall e Luger para garantir a vitória.                                                       | Three Ring, 60 man battle royal por uma luta pelo WCW World Heavyweight Championship no Starrcade. | 22:33 |
| 8                              | Diamond Dallas Page (c) derrotou Bret Hart. | Singles match pelo WCW United States Heavyweight Championship                                      | 18:31 |
| (c) - Campeões antes das lutas | | |       |

4Os outros participantes foram: Chris Adams, Chris Benoit, Bobby Blaze, Ciclope, Damien, El Dandy, Barry Darsow, The Disciple, Disco Inferno, Bobby Duncum, Jr., Bobby Eaton, Mike Enos, Scott Hall, Héctor Garza, The Giant, Glacier, Juventud Guerrera, Chavo Guerrero, Jr., Eddy Guerrero, Hammer, Kenny Kaos, Kaz Hayashi, Horace Hogan, Barry Horowitz, Prince Iaukea, Chris Jericho, Kanyon, Billy Kidman, Konnan, Lenny Lane, Lex Luger, Lizmark, Jr., Lodi, Dean Malenko, Steve McMichael, Ernest Miller, Chip Minton, Rey Misterio, Jr., Scott Norton, La Parka, Buddy Lee Parker, Psicosis, Scott Putski, Stevie Ray, The Renegade, Scotty Riggs, Perry Saturn, Silver King, Norman Smiley, Scott Steiner, Super Caló, Johnny Swinger, Booker T, Tokyo Magnum, Villaño V, Vincent, Kendall Windham, Wrath e Alex Wright